# Rodney Loudon
Rodney Loudon (25 de julho de 1934) é um físico britânico. Trabalha com óptica quântica.
Loudon obteve um doutorado na Universidade de Oxford. Esteve no pós-doutorado em 1959/1960 na Universidade da Califórnia em Berkeley e depois de 1960 a 1965 foi pesquisador no Royal Radar Establishment (RRE) em Malvern, Worcestershire, e em 1965/1966 no Bell Labs em Murray Hill, Nova Jérsei. Em 1966 foi Reader e em 1967 Professor da Universidade de Essex. Aposentou-se em 2008.
Esteve em 1984 e de 1989 a 1995 no British Telecom Laboratories, em 1975 foi professor visitante na Universidade Yale e em 1980 na Universidade da California em Irvine. 
Em 1992 recebeu o Prêmio Max Born da Optical Society e em 1987 a Medalha e Prêmio Young. Foi eleito fellow da Royal Society em 1987.

## Obras
- The quantum theory of light, Oxford University Press, 1973, 3ª Edição 2000
- com W. Hayes Scattering of light by crystals, Wiley 1978
- com D. J. Barber Introduction to the properties of condensed matter, Cambridge University Press 1989